# Caye Caulker
Caye Caulker oder Cay Corker ist eine kleine Koralleninsel vor der Küste von Belize in Zentralamerika. Die Insel ist ca. 8 Kilometer lang und 2 Kilometer breit und liegt etwa 35 Kilometer nordöstlich von Belize City im Karibischen Meer. Die nächste touristisch genutzte, allerdings nicht andauernd bewohnte Insel ist Caye Chapel, die nächste größere dauerhaft bewohnte Insel ist Ambergris Caye. Caye Caulker hat rund 1300 Einwohner, die meisten davon sind Kreolen, Garifuna oder Mestizen. Politisch gehört die Insel zur Provinz Belize District.
Seit 1961 besteht die früher vereinte Insel aus zwei Inseln. Damals hinterließ Hurrikan Hattie einen Graben, der jetzt „The Split“ genannt wird. Im Nordteil der Insel liegt ein Meeresschutzgebiet (Marine Reserve), das überwiegend mit Mangroven und Kokospalmen bewachsen ist und zahlreichen Vögeln Nistplätze bietet. Die nördliche Insel hat eine Fläche von 229 Hektar, die südliche 165 Hektar. Die Gesamtfläche von Caye Caulker beträgt 394 Hektar oder knapp vier Quadratkilometer.
Südlich des Split ist die Hauptinsel mit dem Caye Caulker Village. Früher war Caye Caulker regional bekannt für seinen Schiffbau. Heute sind Tourismus und Fischfang die Haupteinnahmequellen der Bewohner.
Nur knapp östlich von Caye Caulker verläuft die Riffkante des Belize Barrier Reef, weshalb sich Caye Caulker als Ausgangspunkt für Touren von Tauchern und Schnorchlern anbietet.

## Verkehrsschilder

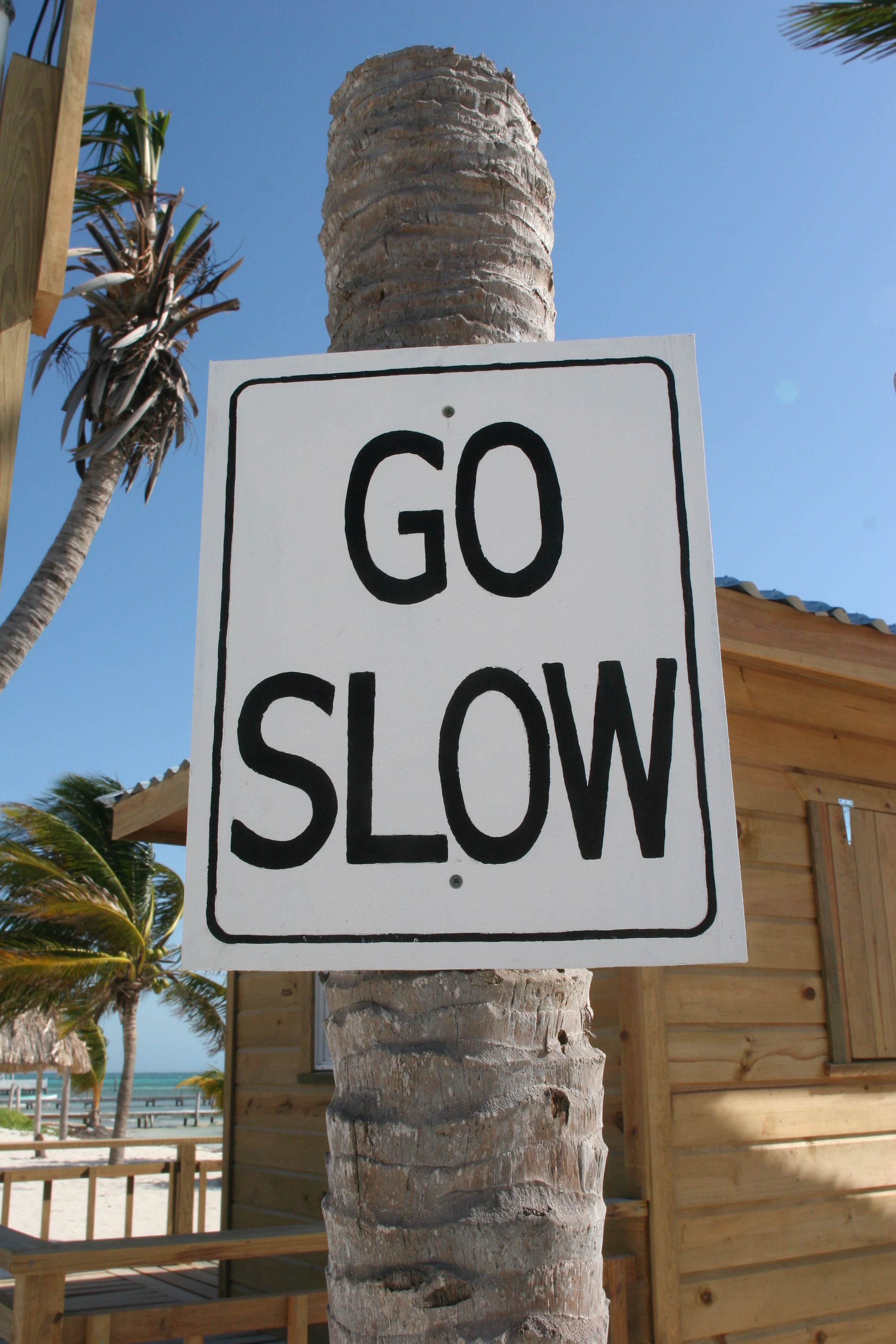
Verkehrsschild

Es gibt eine regelmäßige Fährverbindung nach Belize City und nach San Pedro auf Ambergris Caye sowie einen Flugplatz. Auf der Insel kommen als Hauptverkehrsmittel Golfmobile zum Einsatz. Es gibt auf der Insel ein eigenes Verkehrsschild, das oft zu sehen ist, es ist entweder kreisrund oder rechteckig. Das runde hat einen roten Rand, auf der weißen Innenfläche steht in schwarzen Lettern geschrieben: GO SLOWLY – alle Einwohner halten sich daran. Das rechteckige hat nur eine schwarze Inschrift: GO SLOW. Welches das ältere ist, ist nicht bekannt.

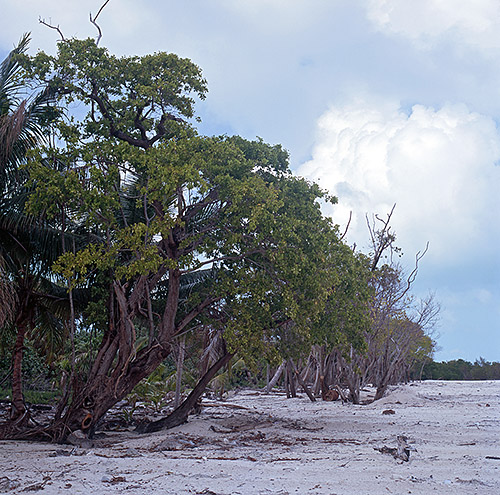
Nordteil der Insel
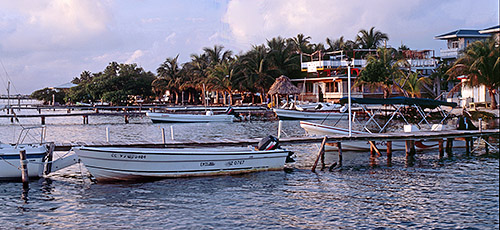
Küste des südlichen Inselteiles
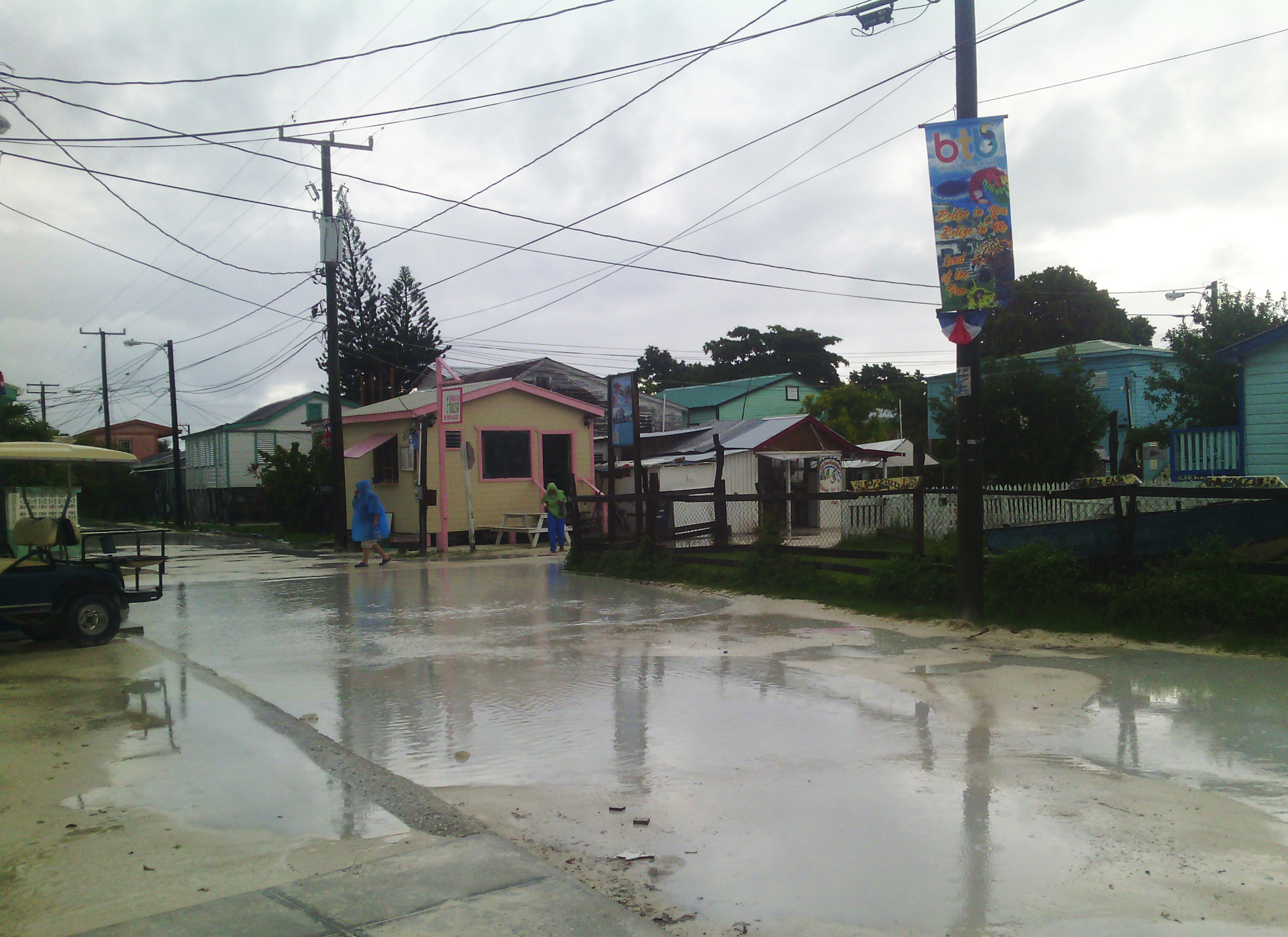
Caye Caulker bei Regen
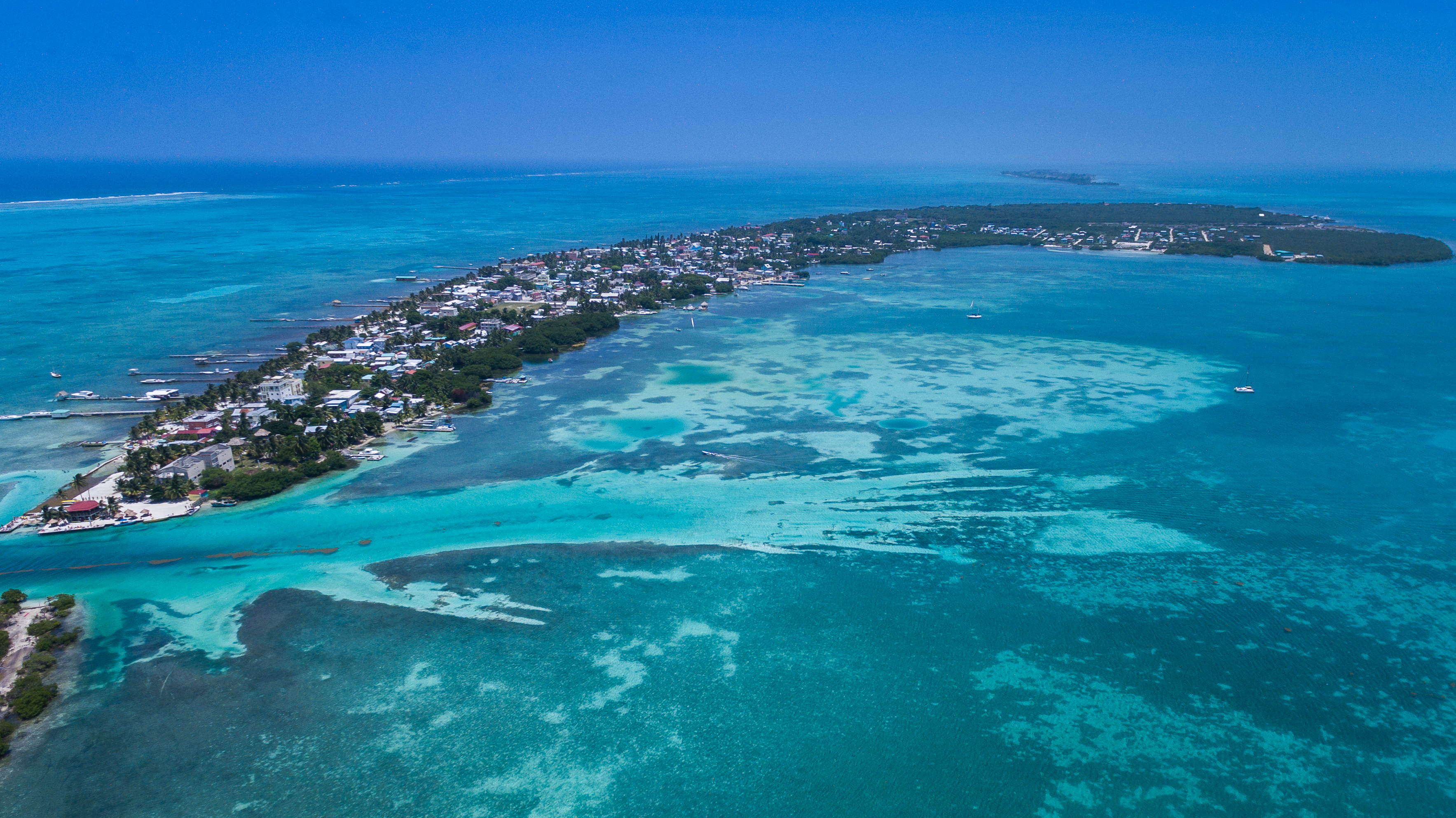
Luftbild Caye Caulker, Belize